# メネフネ

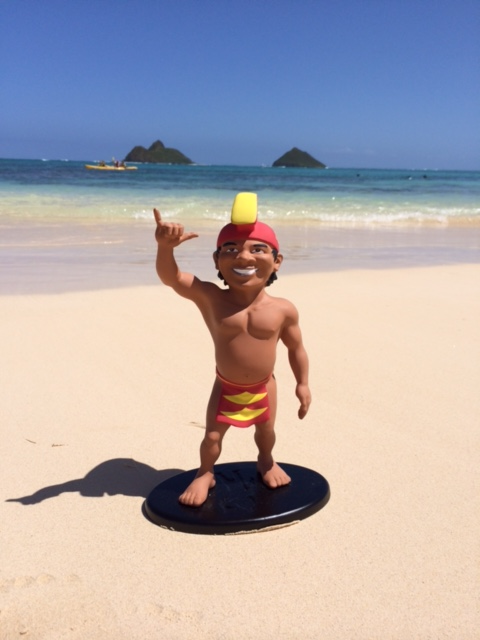
メネフネの像（オアフ島カイルアで）

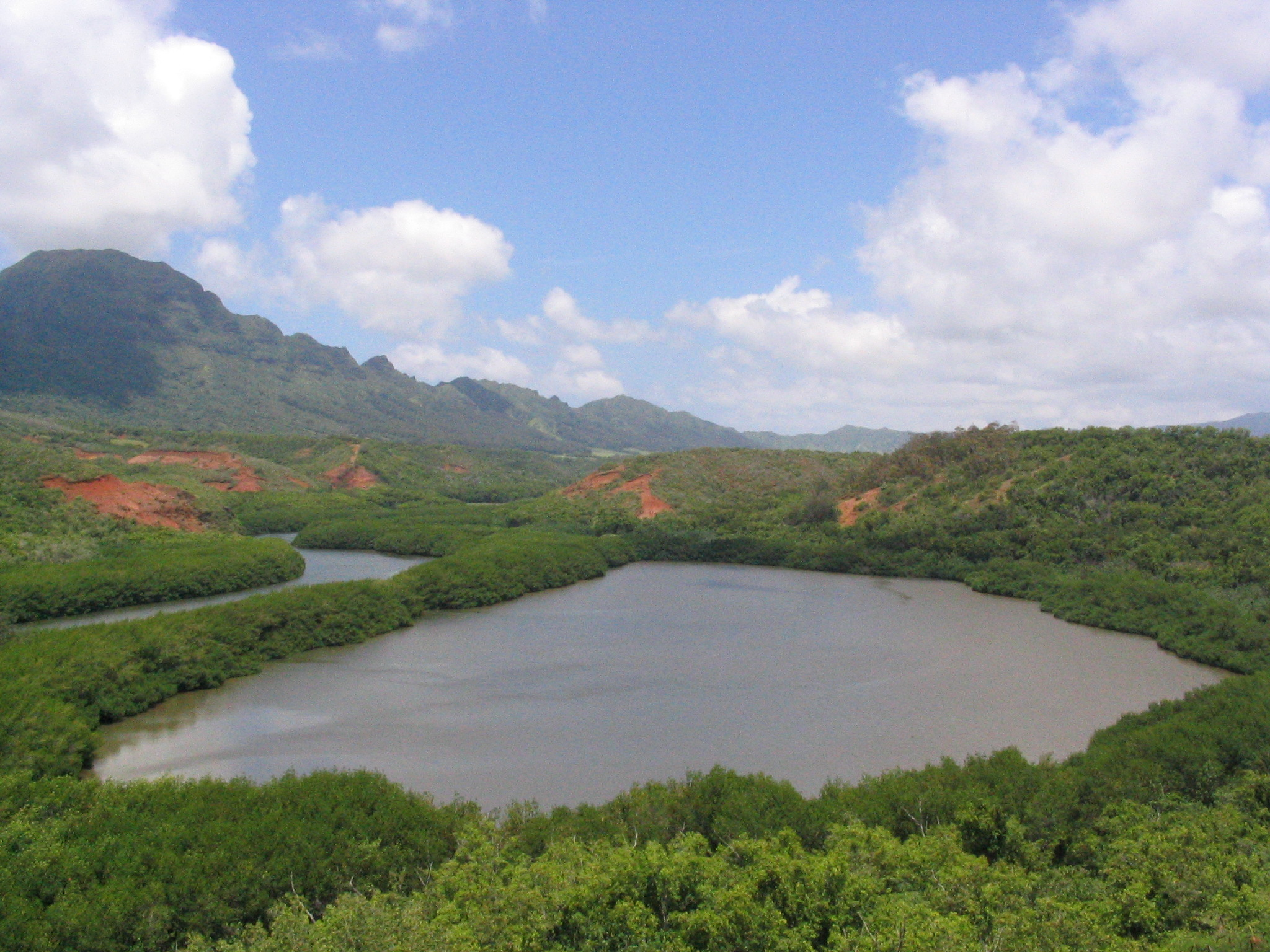
メネフネ養魚池（カウアイ島アレココで）

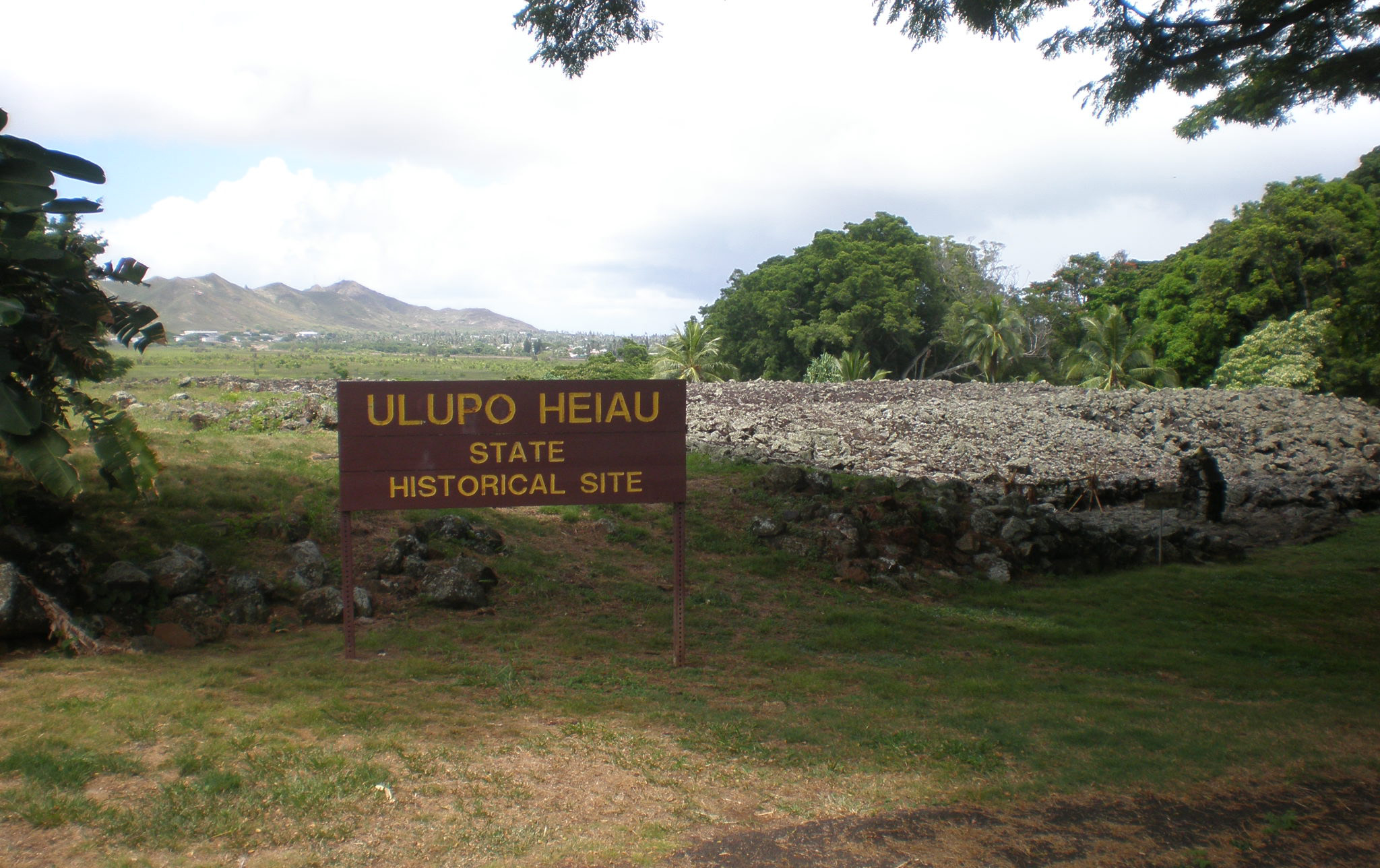
ウルポ・ヘイアウ（オアフ島カイルアで）

メネフネ (ハワイ語: Menehune)はアメリカ合衆国ハワイ諸島に住んでいたといわれる、伝説上の小人族である。普段は山や谷に住んでいて人目に触れることはない。

## メネフネの伝説
メネフネは、食べ物ではバナナや魚が好きで、働き者。カウアイ島には彼らが作ったといわれる「メネフネ養魚池」（Menehune Fishpond）など、オアフ島のカイルアにあるカワイヌイ湿地でメネフネが一夜にして作ったといわれるウルポ・ヘイアウ（Ulupo Heiau State Historic Site）など、ハワイ島ではフアラライ山の頂上を取ってメネフネが作ったといわれる岩「クイリのヘルメット」などがある。

## メネフネの起源
ハワイ人は歴史的には、最初マルケサス島人たちがきて、次にタヒチ島人たちが来たといわれている。メナフネは西洋人がハワイへ来て以降に作られた伝説であって身分の低い人々を丁度「ブラウニー」のように考えたものだと、民族学者キャサリン・ルオマラ（Katharine Luomala）はいっている。

## 参照項目
- コロポックル